# 朱塞佩·加里波第 (作曲家)
朱塞佩·加里波第（Giuseppe Garibaldi，1819年—1908年5月25日）是一位意大利作曲家和风琴演奏家。他出生和逝世在利古里亚的因佩里亚附近的海岸小镇奇普雷萨。他不仅是一位富裕的地主，还是一位风琴演奏家和钢琴家。过去在周日，他常常在邻近的两座教堂里演奏风琴并指挥小型唱诗班，后来他改为在白天为婚礼和舞会演奏舞曲。他的儿子乔万尼·巴蒂斯塔·加里波第（Giovanni Battista Garibaldi，1862-1938）继承他成为了奇普雷萨的风琴手。
加里波第的十七首风琴曲组成了一套《诗（Versetti）》，它在2004年被米歇尔·伯纳德（Michelle Bernard）发现并刊登在了学术杂志《利古里亚风琴（Organi Liguri）》上。加里波第的《诗》在2011年被西尔瓦诺·罗迪（Silvano Rodi）录音。